# Vižaj
Vižaj (rusky Вижай) je řeka v Permském kraji v Rusku. Je dlouhá 125 km. Povodí řeky je 1 080 km².

## Průběh toku
Pramení nedaleko železniční stanice Ťoplaja Gora na západním svahu Středního Uralu. Podél břehů se nachází řada vysokých skal. Ve vzdálenosti 9 km pod Pašijskim Zavodem část toku protéká krasovými tunely. Ústí zleva do Vilvy (povodí Kamy).

## Využití
Je splavná pro vodáky. Na horním toku řeky je naleziště chromitu.